# Université de Novi Sad
L'université de Novi Sad (en serbe cyrillique : Универзитет у Новом Саду ; en serbe latin : Univerzitet u Novom Sadu) est une université partiellement décentralisée dont le centre est situé à Novi Sad, en Serbie, dans la province autonome de Voïvodine. Dans sa structure actuelle, elle a été créée en 1960 et, en 2016, elle est dirigée par le recteur Dušan Nikolić.
Par son importance, l'université de Novi Sad est la seconde université de Serbie après l'université de Belgrade.

## Organisation
Les corps administratifs de l'université sont constitués par le recteur et ses adjoints et par le Conseil de l'université, composé de 17 membres. Le Sénat, composé de 27 membres, constitue le corps professionnel le plus important de l'université.
L'université compte 14 facultés, dont la plupart sont situées à Novi Sad mais d'autres à Subotica, Zrenjanin et Sombor.

## Facultés

### Faculté de philosophie

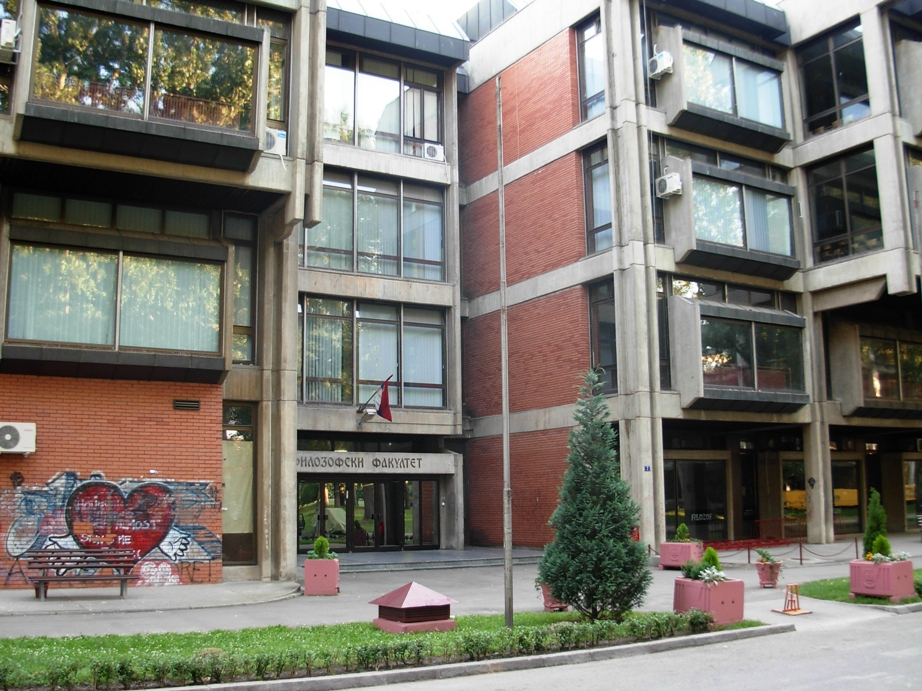
Le bâtiment de la faculté de philosophie.

La faculté de philosophie est située 2 rue Zorana Đinđića à Novi Sad ; elle a été fondée en 1954. Sa bibliothèque abrite 603 451 publications, dont 300 266 livres. En 2016, son doyen est le professeur Ivana Živančević Sekeruš.
La faculté compte 17 départements, dont ceux de langue et littérature hongroises, de langue et de littérature roumaines, d'études ruthènes, de langue et linguistique serbes, de littérature serbe, de slavistique et de langue et de littérature slovaques.
Les départements énumérés ci-dessous constituent une des originalités de la faculté de philosophie de Novi Sad, dans la mesure où la province autonome de Voïvodine, multiethnique et multiculturelle, reconnaît officiellement six langues : le serbe (dans l'alphabet cyrillique), le hongrois, le slovaque, le croate, le roumain et le rusyn (ou « ruthène »),.

### Faculté d'agriculture
Comme la faculté de philosophie, la faculté d'agriculture a été fondée en 1954. En 2016, son doyen est le professeur Nedeljko Tica. Cette faculté est située 8 Trg Dositeja Obradovića à Novi Sad.
La faculté comprend 8 départements, eux-mêmes subdivisés en plusieurs chaires, instituts ou laboratoires.

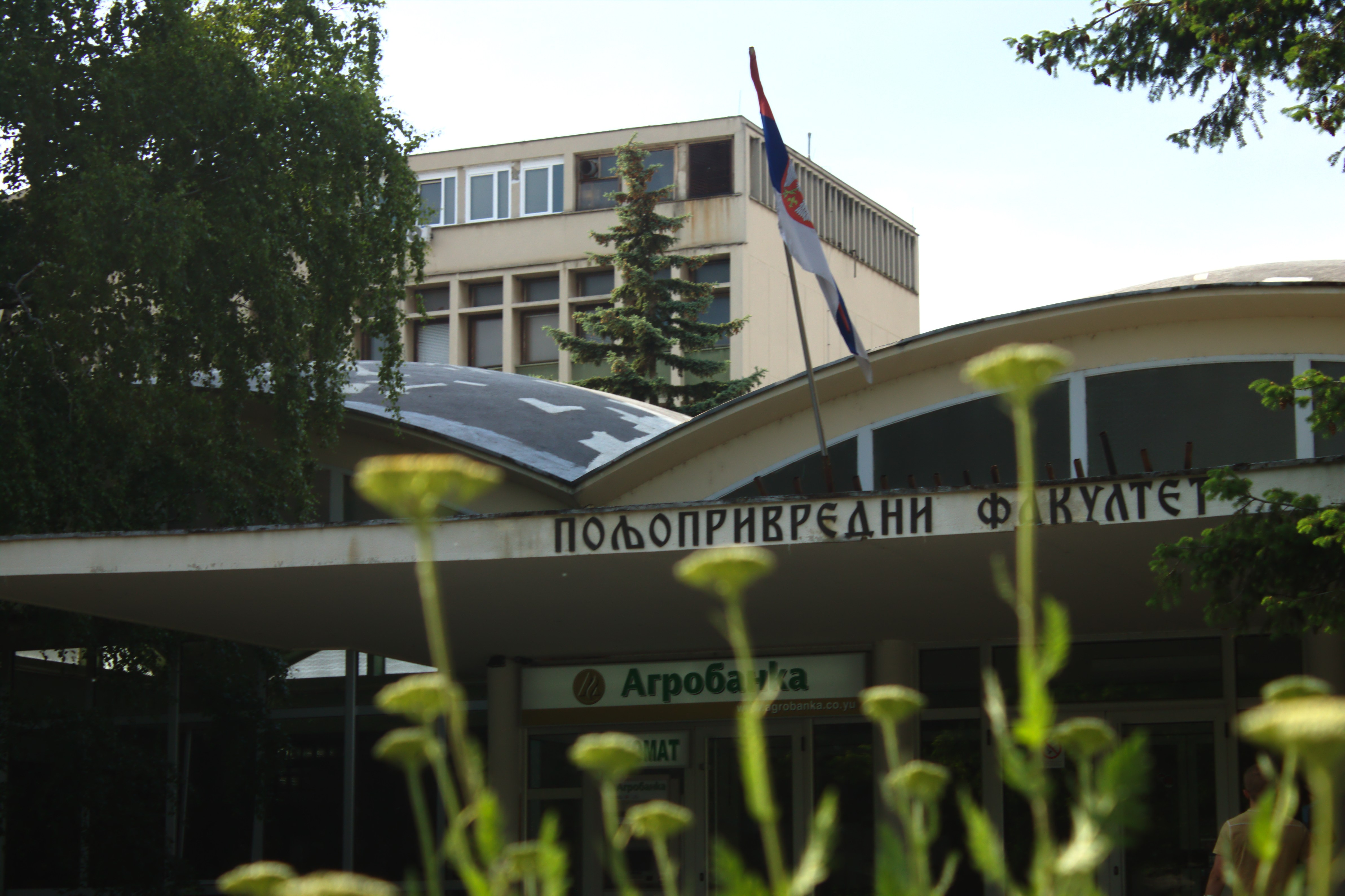
Le bâtiment de la faculté d'agriculture.

### Faculté de droit
La faculté de droit est située 1'Trg Dositeja Obradovića à Novi Sad. Elle a été fondée en 1955. En 2016, son doyen est le professeur Ljubomir Stajić.

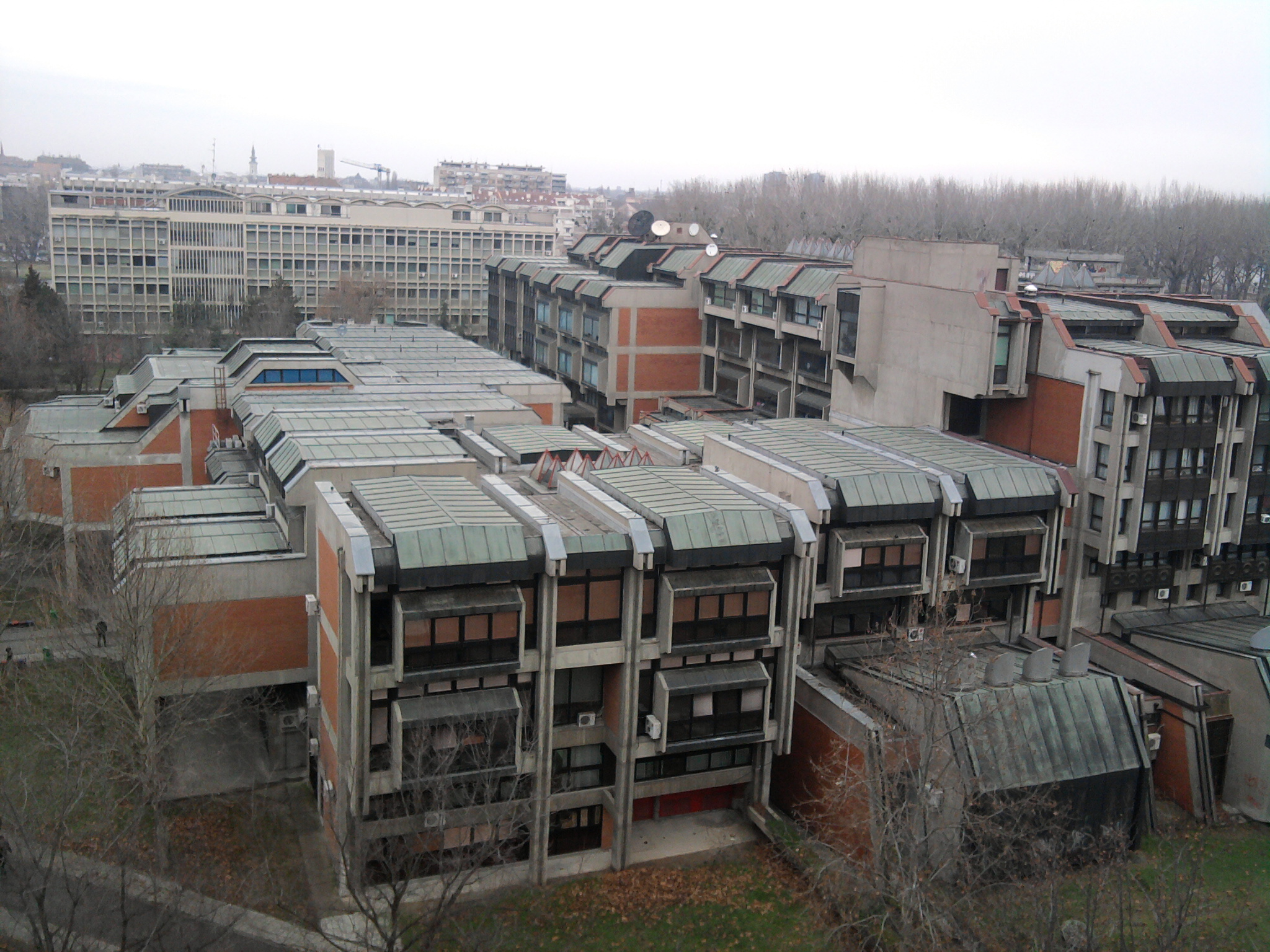
Le bâtiment de la faculté de droit.

### Faculté de technologie

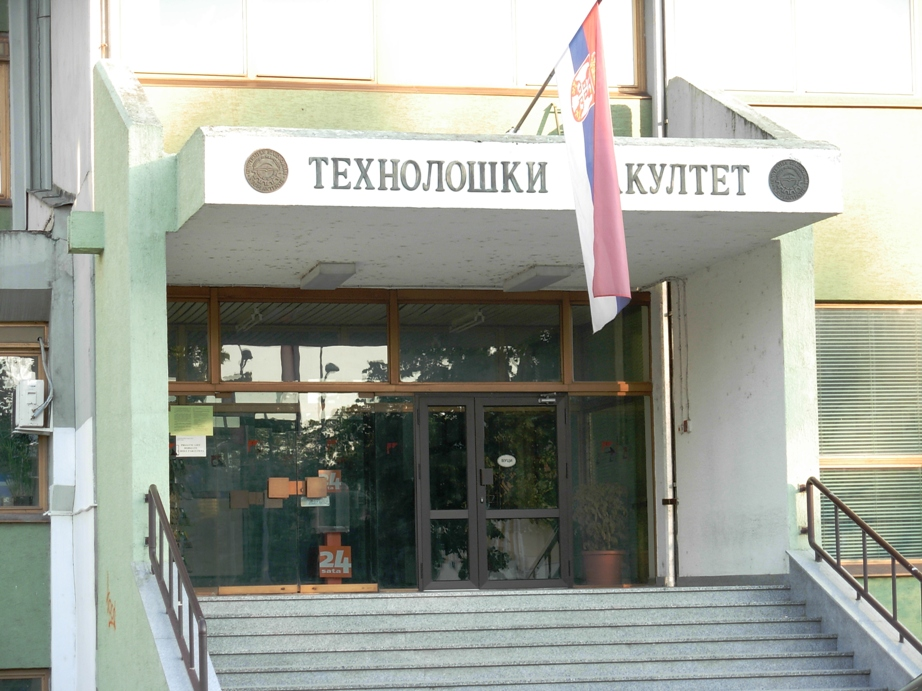
Le bâtiment de la faculté de technologie.

La faculté de technologie est située 1 Bulevar cara Lazara à Novi Sad. Elle a été fondée en 1959. En 2016, son doyen est le professeur Radomir Malbaša.
La faculté comprend les 8 chaires ou départements suivants : ingénierie générale, chimie appliquée, génie chimique, technologie de l'alimentation glucidique, technologie de la conserve alimentaire, biotechnologie et ingénierie pharmaceutique, ingénierie pétrochimique et génie des matériaux.
Le bâtiment de la faculté a été conçu par l'architecte et académicien Milan Marić en 1974.

### Faculté d'économie

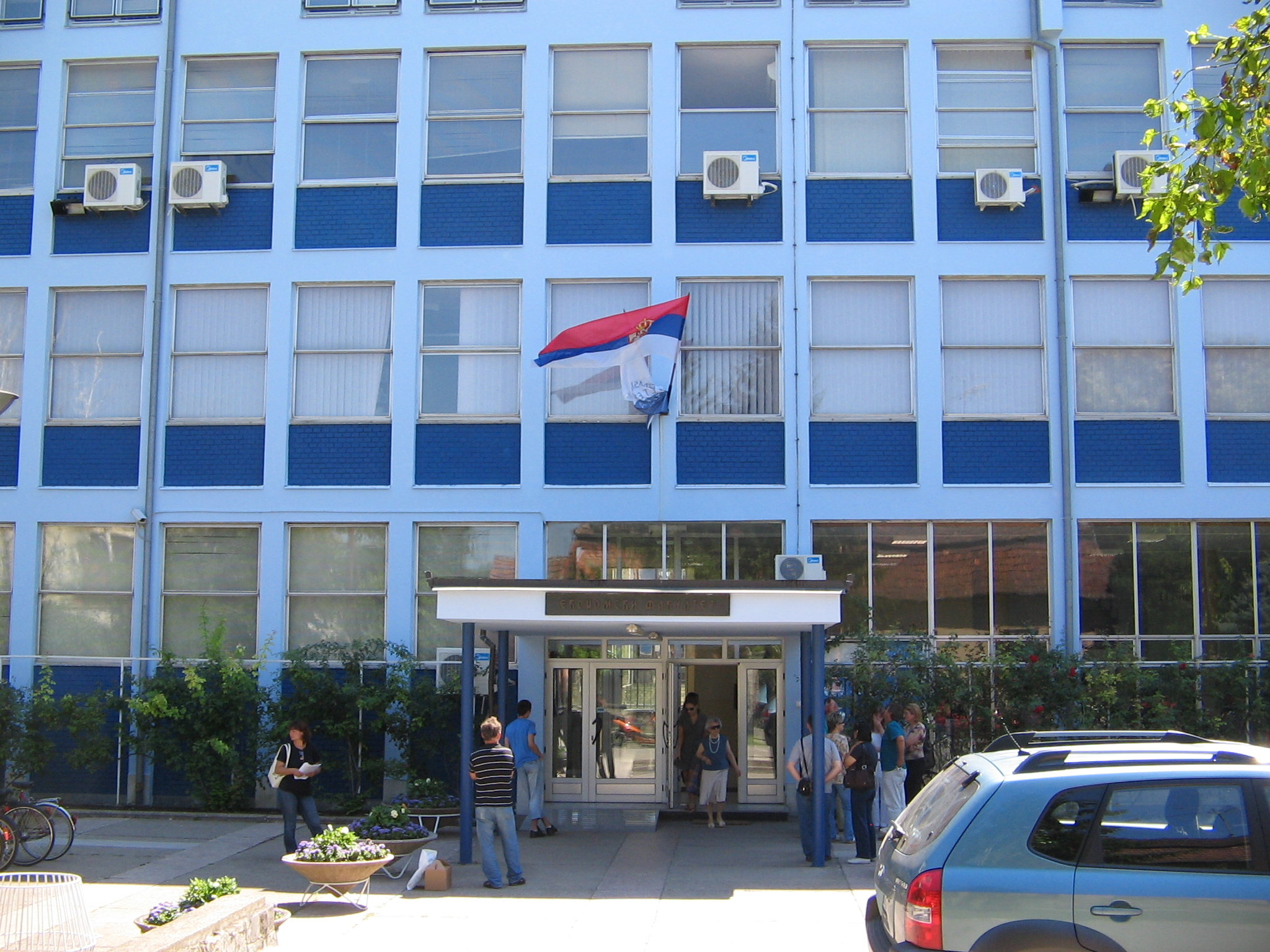
Le bâtiment de la faculté d'économie à Subotica.

La faculté d'économie de l'université de Novi Sad est située 9-11 Segedinski put à Subotica. Elle a été créée en 1960. En 2016, son doyen est le professeur Nenad Vunjak.
Elle comprend les 6 départements suivants : économie agricole et agroalimentaire, informatique des affaires et méthodes quantitatives, économie et commerce européens, finance, opérations bancaires, comptabilité et audit, management, commerce, marketing et logistique.

### Faculté de sciences techniques

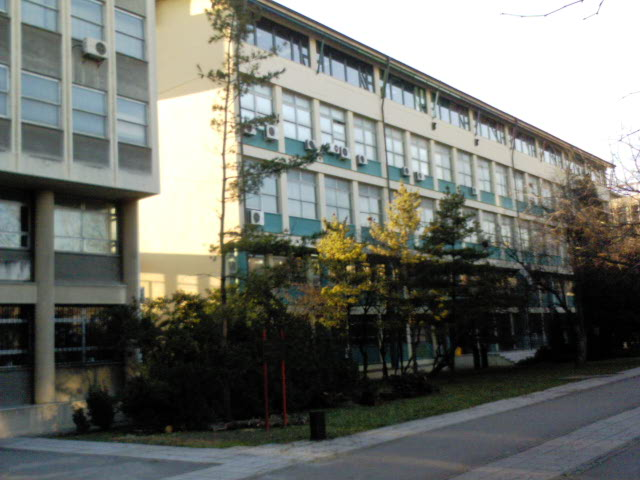
Le bâtiment de la faculté de sciences techniques.

La faculté de sciences techniques est située 6 Trg Dositeja Obradovića à Novi Sad. Elle a été fondée en 1960. En 2016, son doyen est le professeur Rade Doroslovački.
La faculté comprend 13 départements, eux-mêmes subdivisés en plusieurs chaires : architecture et urbanisme, énergie, électronique et ingénierie des télécommunications, ingénierie graphique et design, génie civil, génie industriel et ingénierie de la gestion, ingénierie de la production, mécanisation et ingénierie du design, énergie et génie des procédés, mécanique technique, sciences fondamentales, informatique et ingénierie des systèmes, ingénierie des transports, génie environnemental et sécurité sanitaire.

### Faculté de médecine

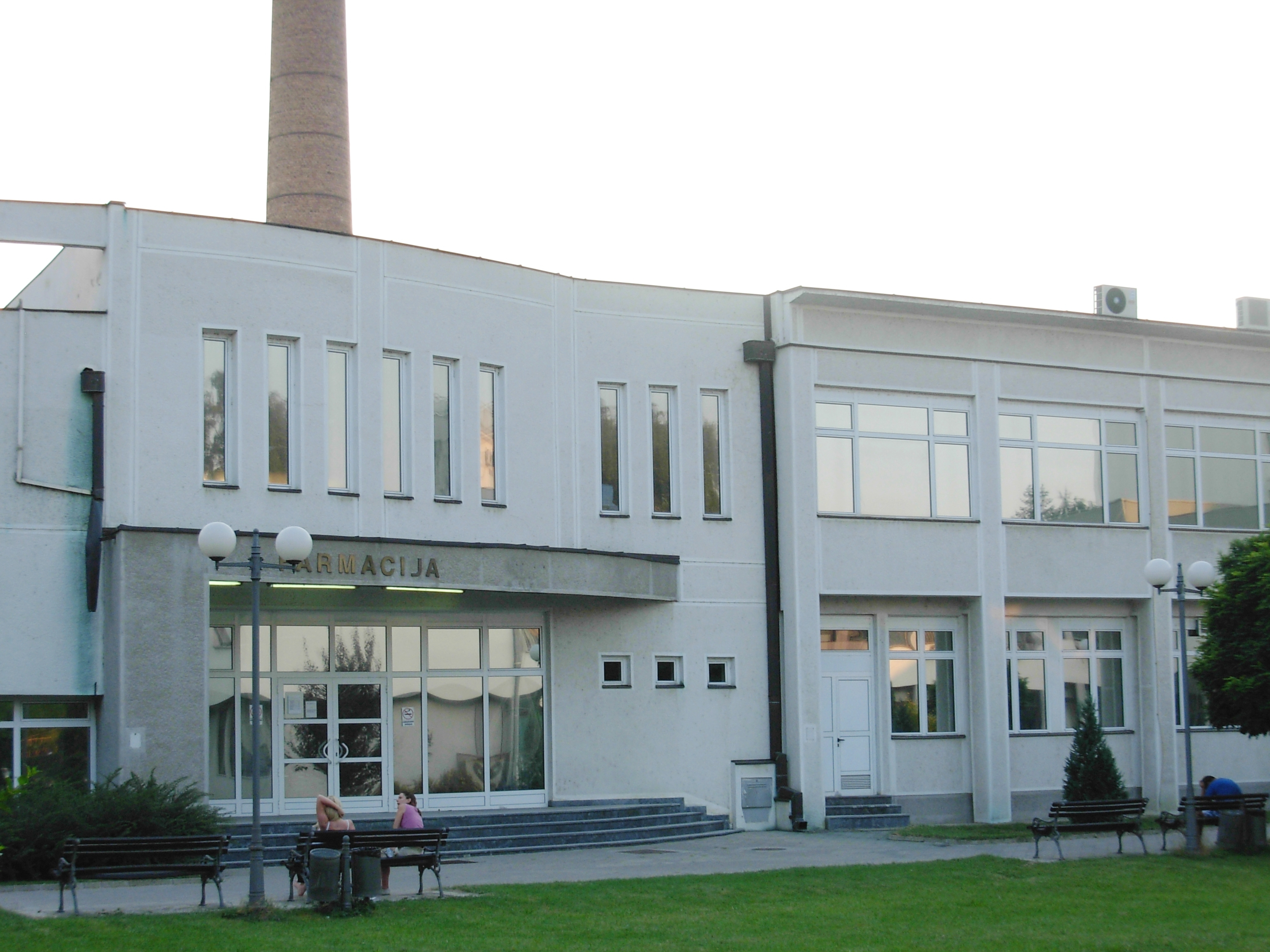
Le bâtiment de la pharmacie

La faculté de médecine est située 3 rue Hajduk Veljkova à Novi Sad. Elle a été créée en 1960. En 2016, son doyen est le professeur Snežana Brkić.
Elle comprend 3 grandes unités, médecine, pharmacie et odontologie, et 33 départements.

### Faculté de sciences naturelles et de mathématiques

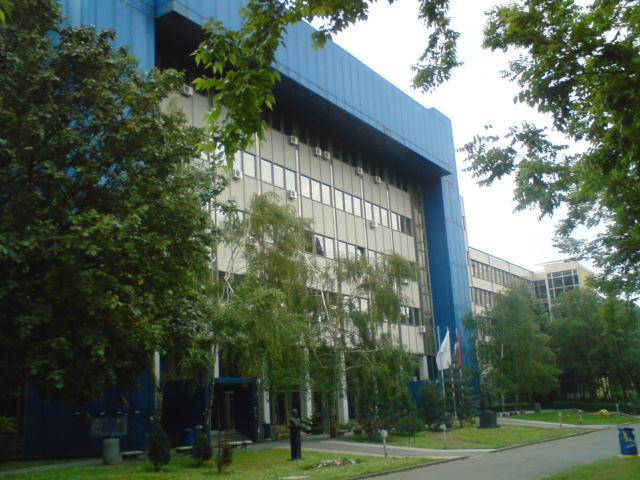
Le bâtiment principal de la faculté de sciences naturelles et de mathématiques.

La faculté de sciences naturelles et de mathématiques est située 3 Trg Dositeja Obradovića à Novi Sad. Autrefois rattachée à la faculté de philosophie, elle a été fondée en tant qu'unité autonome en 1969. En 2016, son doyen est le professeur Milica Pavkov Hrvojević.
La faculté comprend 5 départements, eux-mêmes subdivisés en plusieurs chaires : biologie et écologie, physique, chimie, biochimie et protection de l'environnement, géographie, tourisme et gestion hôtelière, mathématiques et informatique.
Le bâtiment de l'Institut de chimie et de géographie de la faculté a été conçu par l'architecte et académicien Milan Marić en 1986.

### Académie des arts
L'Académie des arts est située 7 rue Đure Jakšića à Novi Sad. Elle a été fondée en 1974. En 2016, son doyen est le professeur Siniša Bokan.
L'académie comprend 3 grands départements, eux-mêmes subdivisés en plusieurs unités : musique, beaux-arts et art dramatique.
L'une des caractéristiques du département d'art dramatique est le cours d'interprétation en hongrois. Plusieurs théâtres de la province autonome de Voïvodine donnent des représentations en hongrois, dont le Théâtre de Novi Sad, créé en 1974 en même temps que la faculté, qui propose ses spectacles avec une traduction simultanée en serbe.

### Faculté de génie civil
La faculté de génie civil de l'université de Novi Sad est située 2a rue Kozaračka à Subotica. Elle a été créée en 1974. En 2016, son doyen est le professeur Miroslav Bešević.
Elle comprend 16 départements : génie mécanique, bâtiment, matériaux de construction, hydraulique, routes, géotechnique, gestion de la construction, mathématiques, physique, sociologie du travail, conception des logements, urbanisme, géodésie, géologie, langue anglaise et langue allemande.

### Faculté technique Mihajlo Pupin
La faculté technique Mihajlo Pupin est située rue Đure Đakovića à Zrenjanin. Elle a été fondée en 1974. En 2016, son doyen est le professeur Milan Pavlović.
Elle compte 8 départements : méthodologie de la science et de la technologie dans l'éducation, technologie de l'information, génie mécanique, ingénierie générale, sciences fondamentales et appliquées, protection de l'environnement, management, textile et design.

### Faculté de sport et d'éducation physique
La faculté de sport et d'éducation physique est située 16 rue Lovćenska à Novi Sad. Elle a été créée en 1974. En 2016, son doyen est le professeur Dejan Madić.

### Faculté de pédagogie

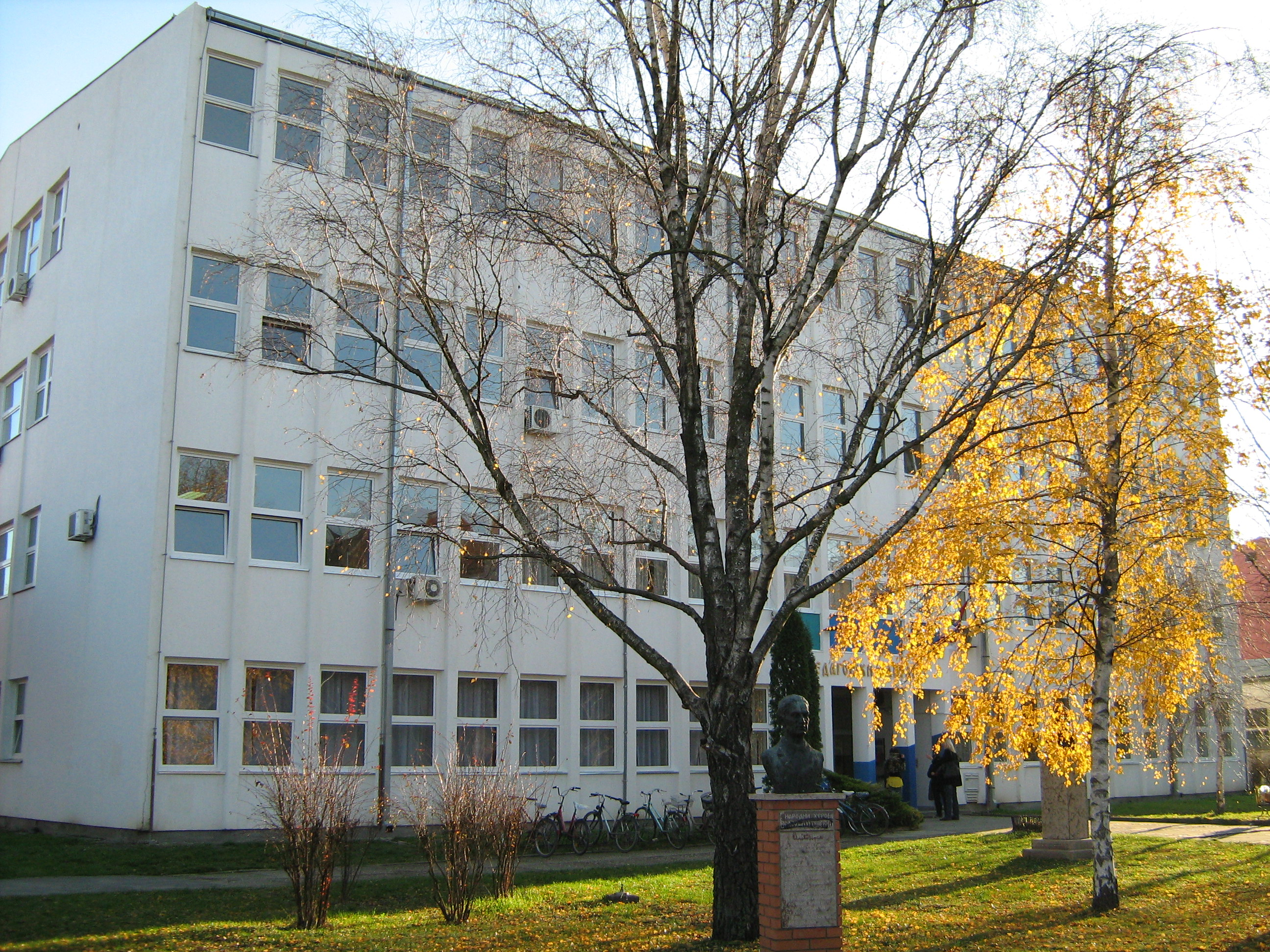
Le bâtiment de la faculté de pédagogie.

La faculté de pédagogie de l'université de Novi Sad est située 4 rue Podgorička à Sombor. Sous sa forme actuelle, elle a été créée en 1996. En 2016, son doyen est le professeur Željko Vučković.
Elle comprend les 6 départements suivants : informatique et médias, méthodologie de la culture musicale et artistique et de l'éducation physique, sciences naturelles, mathématiques et gestion de l'éducation, département des bibliothèques, langue et littérature, sciences sociales.

### Faculté de formation des enseignants en langue hongroise
La faculté de formation des enseignants en langue hongroise de l'université de Novi Sad est située 11 rue Štrosmajerova à Subotica. Elle a été fondée en 2006. En 2016, son doyen est le professeur Josip Lepes (par intérim).
La faculté comprend 5 départements, eux-mêmes subdivisés en plusieurs sous-départements : langue, littérature et communication, sciences sociales et humaines, sciences naturelles et mathématiques, éducation artistique et culture physique, didactique et méthodologie.
Cette faculté constitue une autre originalité de l'université de Novi Sad, dans la mesure où le hongrois est l'une des six langues officielles de la province autonome de Voïvodine,. La minorité magyare, la plus importante de la région, représente 13 % de la population totale.

## Campus universitaire de Novi Sad
Le campus de l'université est situé au centre de la ville de Novi Sad, sur la rive gauche du Danube. Il s'étend sur 256 807 m2 à proximité des quartiers de Stari grad et de Liman I. En plus du bâtiment administratif de l'université, on y trouve les diverses facultés, le Centre culturel des étudiants, deux résidences avec une cafétéria, un hôtel destiné à accueillir les universitaires et les assistants de recherche, le Centre médical et le Centre d'éducation physique.

## Anciens étudiants et professeurs
Faculté de philosophie
- Svetozar Koljević (né en 1930), spécialiste de langue et de littérature anglaises, académicien, ancien professeur de la faculté[86] ;
- János Bányai (né en 1939), historien de la littérature, spécialiste de langue et de littérature hongroises, critique littéraire, écrivain, académicien, ancien étudiant et professeur de la faculté[87] ;
- Milorad Radovanović (né en 1947), linguiste, spécialiste de sociolinguistique et académicien, ancien étudiant et professeur de la faculté[88] ;
- Jovan Zivlak (né en 1947), écrivain et poète ;
- Selimir Radulović (né en 1953), écrivain, poète, homme de théâtre, directeur de la bibliothèque de la Matica srpska[89] ;
- Jasmina Grković-Major (née en 1959), spécialiste de slavistique et académicienne, ancienne étudiante et professeure de la faculté[90] ;
- Sonja Veselinović (née en 1981), écrivaine, professeure à la faculté[91].

Faculté d'agriculture
- Dušan Čamprag (né en 1925), spécialiste d'entomologie agricole, de phytomédecine et académicien, ancien étudiant et ancien professeur à la faculté[92] ;
- Dušan Milović (né en 1925), spécialiste de mécanique des sols et académicien, a enseigné à la faculté[93] ;
- Dragan Škorić (né en 1937), ingénieur agronome, généticien et académicien ; ancien étudiant et ancien professeur à la faculté[94] ;
- Saša Dragin (né en 1972), homme politique, membre du Parti démocrate, ancien ministre de l'Environnement et ancien ministre de l'Agriculture, de la Forêt et de la Gestion de l'eau[95].

Faculté de droit
- Tibor Várady (né en 1939), ancien professeur à la faculté, ancien ministre et académicien[96],[97],[98],[99] ;
- Predrag Bubalo (né en 1954), homme politique, ancien ministre[100] ;
- Svetozar Ćiplić (né en 1965), homme politique, ancien ministre, ancien membre de la Cour constitutionnelle de la république de Serbie ;
- Janko Veselinović (né en 1965), homme politique[101] ;
- Igor Pavličić (né en 1970), homme politique, ancien maire de Novi Sad ;
- Aleksandar Vulin (né en 1972), journaliste, homme politique, ministre[102] ;
- Borislav Stefanović (né en 1974), homme politique.

Faculté de technologie
- Đorđe Đukić (1943-2019), spécialiste de mécanique, académicien, ancien étudiant et ancien professeur de la faculté[103] ;
- Teodor Atanacković (né en 1945), spécialiste de mécanique, académicien, ancien étudiant de la faculté[104].

Faculté d'économie
- Milan Jelić (1956-2007), homme politique, ancien président de la république serbe de Bosnie.

Faculté de sciences techniques
- Dušan Milović (né en 1925), spécialiste de mécanique des sols et académicien, ancien professeur de la faculté[93] ;
- Dragutin Zelenović (né en 1928), homme politique et académicien, ancien professeur de la faculté ; ancien membre de la Présidence de la république fédérative socialiste de Yougoslavie, il a été le 1er Premier ministre de la république de Serbie ;
- Đorđe Đukić (1943-2019), spécialiste de mécanique, académicien, professeur à la faculté[103],[105] ;
- Teodor Atanacković (né en 1945), spécialiste de mécanique, académicien, professeur à la faculté[104] ;
- Miljko Satarić (né en 1948), physicien, biophysicien et académicien, professeur à la faculté[106].

Faculté de médecine
- Miroslav Radovanović (1919-2008), médecin et académicien, ancien professeur à la faculté[107] ;
- Zoran L. Kovačević (né en 1935), médecin, biochimiste et académicien, ancien étudiant et ancien professeur[108] ;
- Ninoslav Radovanović (né en 1940), spécialiste de chirurgie cardiaque et académicien, ancien professeur[109] ;
- Gordana Vunjak-Novakovic (née en 1948-), ingénieure biomédicale, professeure honoraire, chercheuse et inventrice.

Faculté de sciences naturelles et de mathématiques
- Bogoljub Stanković (né en 1924), mathématicien et académicien, ancien professeur à la faculté[110] ;
- Mileva Prvanović (née en 1929), mathématicienne, ancienne professeure de la faculté, académicienne[111] ;
- Vojislav Marić (né en 1930), mathématicien, académicien[112] ;
- Olga Hadžić (1946-2020), mathématicienne, académicienne[113] ;
- Miljko Satarić (né en 1948), physicien, biophysicien et académicien, ancien étudiant de la faculté[106] ;
- Stevan Pilipović (né en 1950), mathématicien, académicien[114].

Académie des arts
- Jovan Soldatović (1920-2005), ancien professeur, sculpteur[115] ;
- Marina Abramović (née en 1946), ancien professeur, art corporel ;
- Igor Antić (né en 1962), plasticien franco-serbe ;
- Mile Spirovski (né en 1963), homme politique.

Faculté de sport et d'éducation physique
- Jovanka Nikolić (née en 1952), poétesse, écrivaine.

Faculté de pédagogie à Sombor
- Saša Radojčić (né en 1963), poète, philosophe.